# Джон Беррімор
Джон Сидні Бліт Бе́ррімор (англ. John Sidney Blyth Barrymore; 15 лютого 1882 — 29 травня 1942) — американський актор театру, німого й звукового кіно, що вважається одним із найкращих акторів свого покоління.

## Кар'єра
Джон Беррімор спершу здобув славу як виконавець шекспірівських ролей у театрі та продовжив кар'єру в кінематографі. З однаковим успіхом грав ролі героїв-коханців і лиходіїв; його майстерність виявилася у виконанні подвійної ролі інтелігентного й шляхетного доктора Джекілла й злочинця містера Хайда в екранізації оповідання Р. Л. Стівенсона «Доктор Джекілл і містер Хайд» (1920), де йому вдавалося переходити з одного образа в інший практично без гриму. Увійшов в історію, слідом за англійським актором Кіном, ще і як уособлення формули «геній і безпутність». Завдяки аристократичній зовнішності й класичним рисам обличчя, одержав прізвисько «Великий профіль» («The Great Profile»), що був вибитий у цементному тротуарі перед «Китайським театром» Граумана у Лос-Анджелесі.
Представник видатної акторської династії Берріморів, він є молодшим братом Лайонела й Етель Берріморів, а також дідом Дрю Беррімор.
Зловживав алкоголем і помер від цирозу печінки.

## Вшанування пам'яті
Відзначений власною зіркою на Голлівудській алеї слави.

## Фільмографія

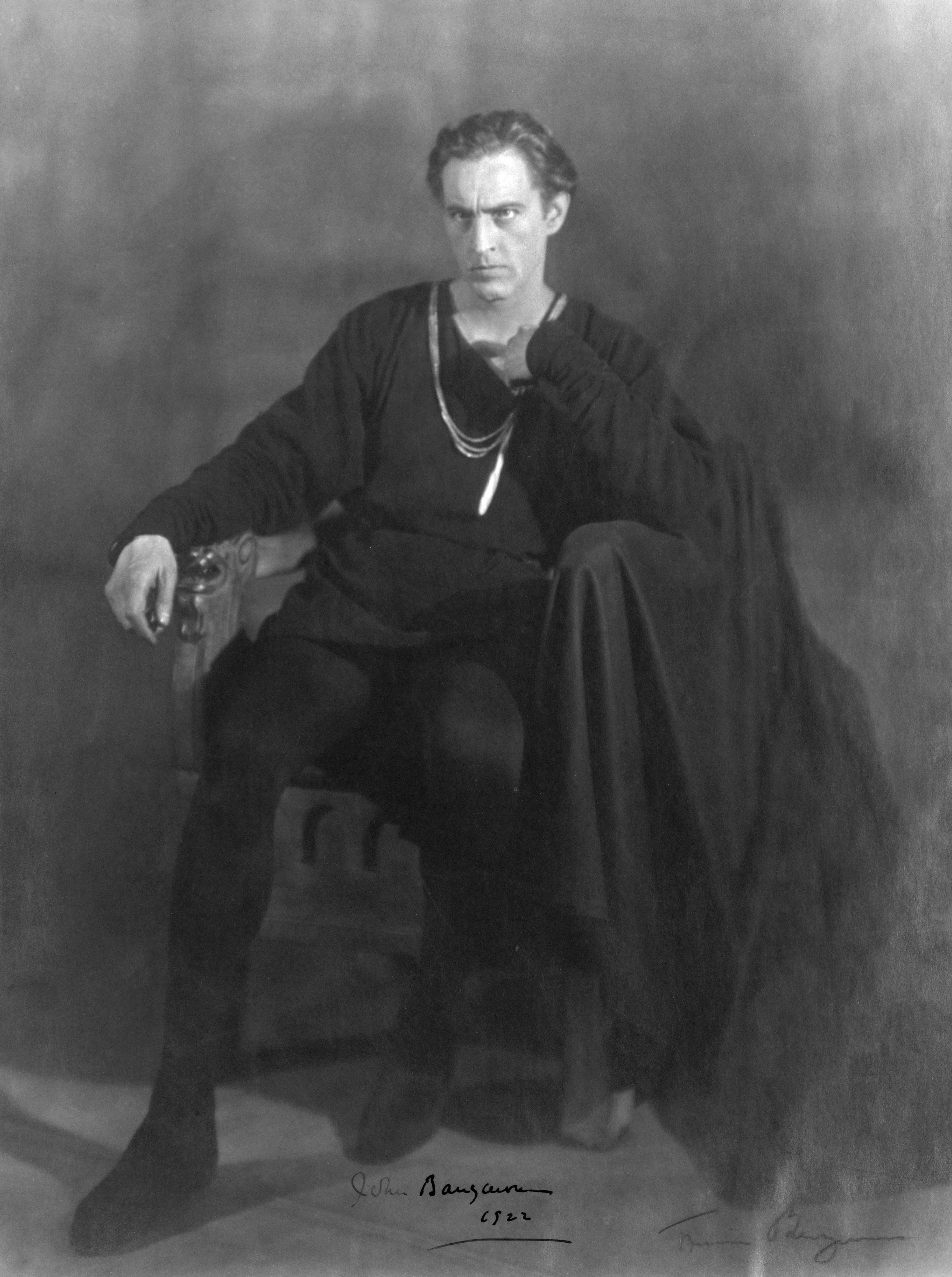
Джон Беррімор у ролі Гамлета, 1922 р.

- 1914 — Американський громадянин / An American Citizen
- 1914 — Чоловік із Мексики / The Man from Mexico
- 1915 — Ви масон? / Are You a Mason? — Френк Перрі
- 1915 — Диктатор / The Dictator
- 1915 — The Incorrigible Dukane
- 1916 — Nearly a King
- 1916 — The Lost Bridegroom
- 1916 — The Red Widow
- Raffles, the Amateur Cracksman (1917)
- National Red Cross Pageant (1917)
- On the Quiet (1918)
- Here Comes the Bride (1919)
- The Test of Honor (1919)
- Dr. Jekyll and Mr. Hyde  / Доктор Джекіл і містер Хайд (1920)
- The Lotus Eater (1921)
- 1922 — Sherlock Holmes / Шерлок Холмс
- 1924 — Красунчик Браммел / Beau Brummell — Гордон Бріон Браммел
- 1925 — Бен-Гур: історія Христа / Ben-Hur: A Tale of the Christ — глядач перегонів на колісницях (в титрах не вказаний)
- 1926 — /The Sea Beast
- Don Juan / Дон Жуан (1926)
- When a Man Loves / Коли чоловік кохає (1927)
- 1927 — Улюблений шахрай / The Beloved Rogue — Франсуа Війон
- 1928 — Буря / Tempest — сержант Іван Марков
- 1929 — Вічна любов / Eternal Love — Маркус Полтран
- The Show of Shows (1929)
- General Crack (1930)
- The Man from Blankley's (1930)
- 1930 — Мобі Дік / Moby Dick
- 1931 — Свенгалі / Svengali — Свенгалі
- The Mad Genius / Божевільний геній (1931)
- Arsène Lupin / Арсен Люпен (1932)
- 1932 — Гранд-готель / Grand Hotel — Барон Фелікс фон Ґайгерн
- State's Attorney (1932)
- 1932 — A Bill of Divorcement
- 1932 — Распутін та імператриця / Rasputin and the Empress — князь Павел Чегодаєв
- Topaze / Топаз (1933)
- 1933 — Возз'єднання у Відні / Reunion in Vienna — ерцгерцог Рудольф фон Габсбург
- 1933 — Обід о восьмій / Dinner at Eight — Ларрі Рено, виснажений, п'яниця-актор
- Night Flight (1933)
- Counsellor at Law (1933)
- Long Lost Father (1934)
- 1934 — Двадцяте століття / Twentieth Century — Оскар «О.Дж.» Джеф
- 1936 — Ромео і Джульєта / Romeo and Juliet — Меркуціо
- Maytime (1937)
- Bulldog Drummond Comes Back (1937)
- Night Club Scandal (1937)
- Bulldog Drummond's Revenge (1937)
- True Confession (1937)
- Bulldog Drummond's Peril (1938)
- Romance in the Dark (1938)
- 1938 — Марія-Антуанетта / Marie Antoinette — король Людовик XV
- Spawn of the North (1938)
- Hold That Co-ed (1938)
- The Great Man Votes (1939)
- Midnight (1939)
- The Great Profile (1940)
- The Invisible Woman (1940)
- World Premiere (1941)
- Playmates (1941)

### Короткометражні фільми
- The Dream of a Moving Picture Director (1912) (непідтверджено)
- The Widow Casey's Return (1912) (непідтверджено)
- A Prize Package (1912) (непідтверджено)
- One on Romance (1913) (непідтверджено)
- National Red Cross Pageant (1917)
- Life in Hollywood No. 4 (1927)
- Hamlet — Act I: Scene V / Гамлет — Акт 1: Сцена 5 (1933)
- For Auld Lang Syne (1938)
- Hollywood Goes to Town (1938)
- Unusual Occupations (1941)
- The Man Who Came to Dinner (1941)